# Nebulasaurus
Nebulasaurus is een geslacht van plantenetende sauropode dinosauriërs, behorend tot de groep van de Eusauropoda, dat tijdens het middelste Jura leefde in het gebied van de huidige Volksrepubliek China. De enige benoemde soort is Nebulasaurus taito.

## Vondst en naamgeving
In het begin van de eenentwintigste eeuw werd in het noorden van de provincie Yunnan, bij Xiabanjing, in de streek Jiangyi in het district Yuanmou, een hersenpan gevonden van een dinosauriër.

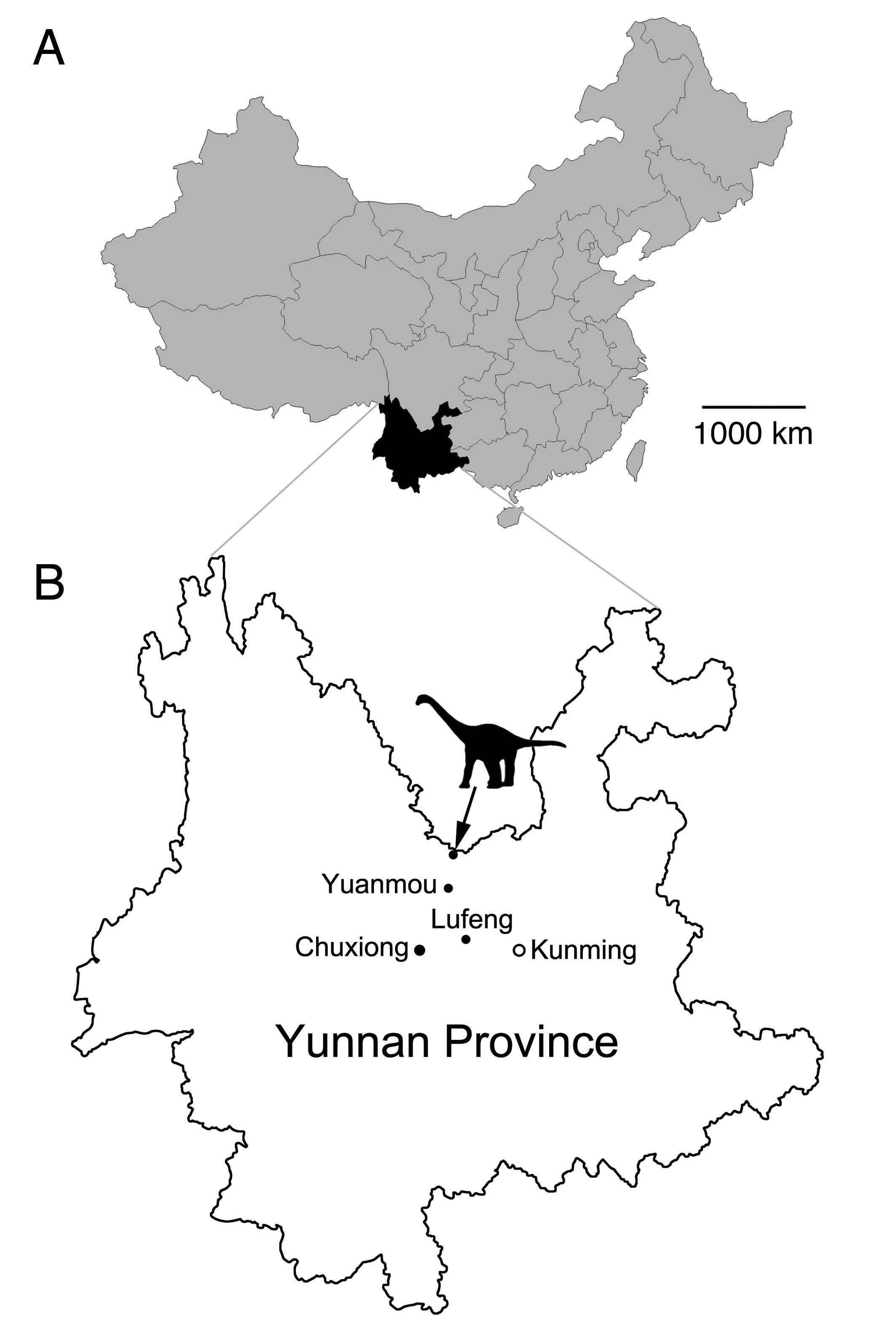
De locatie van de vindplaats

In 2013 werd de typesoort Nebulasaurus taito benoemd en beschreven door Xing Lida, Tetsuto Miyashita, Philip Currie, You Hailu en Dong Zhiming. De geslachtsnaam is afgeleid van het Latijnse nebula, "nevel" en verwijst naar de mistige berghellingen van het vondstgebied. De soortaanduiding eert de Taito Corporation, een Japans bedrijf dat computerspellen ontwikkelt en het onderzoek financieel ondersteunde.
Het holotype, LDRC-v.d.1, is gevonden in een laag van de Zhangeformatie die dateert uit het Aalenien-Bajocien, ongeveer 170 miljoen jaar oud. Het bestaat uit een vrijwel volledige twaalf centimeter lange hersenpan.
De beschrijvers gaven toe dat het stoutmoedig was om op basis van alleen een hersenpan een nieuwe soort te benoemen, temeer daar er uit dezelfde formatie al twee sauropoden bekend zijn, Eomamenchisaurus en Yuanmousaurus, en van geen van beide de hersenpan bekend is zodat een mogelijke identiteit niet vastgesteld kan worden. Ze meenden dat het toch gerechtvaardigd was omdat het bij de hersenpan naar hun mening overduidelijk niet om een lid van de Mamenchisauridae ging.

## Beschrijving

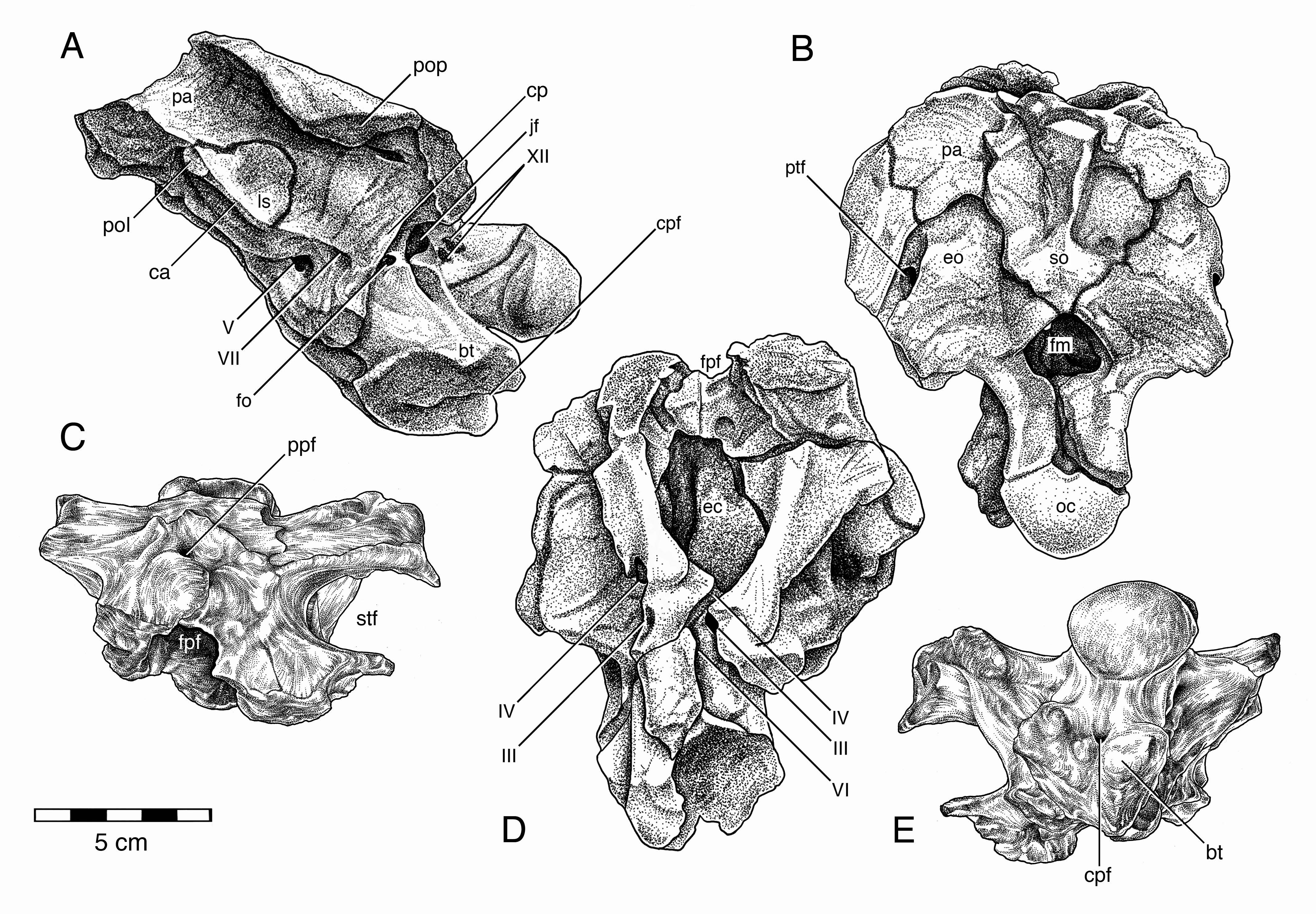
De hersenpan in vijf aanzichten

De beschrijvers wisten enkele onderscheidende kenmerken van Nebulasaurus vast te stellen. Het supraoccipitale, het bovenste middelste bot van het achterhoofd, maakt minder dan een tiende uit van de bovenrand van het achterhoofdsgat, en wordt van de rand van dit foramen magnum gedrongen door de exoccipitalia. Het supraoccipitale heeft geen zijdelingse uitbreiding tussen de wandbeenderen en de exoccipitalia, een kenmerk dat uniek is binnen de Sauropoda. Daarnaast is er een unieke combinatie van op zich niet unieke kenmerken. Een richel op de zijkant van de hersenpan, de crista interfenestralis, scheidt de fenestra ovalis, de zone waar de oorzenuwen naar buiten komen, slechts onvolledig van het kanaal van de halsslagader. Op de beennaad tussen de voorhoofdsbeenderen en de wandbeenderen bevindt zich een grote opening, groter dan het achterhoofdsgat. De kleine opening tussen de hersenholte en de keelholte, het restant van het embryonale venster voor de hypofyse, bevindt zich achter de afhangende knobbels op de onderzijde van de hersenpan, de tubercula basilaria, in plaats van ervoor.
Het wandbeen is breder dan lang, een aanwijzing dat het niet om een basale sauropodomorf buiten de Sauropoda gaat.

## Fylogenie
Volgens een cladistische analyse bevindt Nebulasaurus zich basaal in de Eusauropoda, buiten de Neosauropoda. Hij zou de zustersoort zijn van Spinophorosaurus, samen daarmee een klade vormend die boven Barapasaurus maar onder Patagosaurus in de stamboom staat. Dat is verrassend daar Spinophorosaurus in Afrika gevonden is. Het beperkte vergelijkingsmateriaal maakt deze uitkomst echter onzeker.